# Asplenium scandicinum
Asplenium scandicinum är en svartbräkenväxtart som beskrevs av Georg Friedrich Kaulfuss. Asplenium scandicinum ingår i släktet Asplenium och familjen Aspleniaceae. Inga underarter finns listade.